# Kružlov
Kružlov (in ungherese Kőtelep, in tedesco Krausenhau, in ruteno Kružliv) è un comune della Slovacchia facente parte del distretto di Bardejov, nella regione di Prešov.

## Storia
Il villaggio viene citato per la prima volta nel 1543 quale possedimento della Signoria di Makovica e località in cui vigeva il diritto germanico. Tuttavia lo sviluppo economico del paese si ebbe solo nel XVIII secolo con i Forgách i quali impiantarono significative attività siderurgiche.